# Bitka pri Harts Millu
Bitka pri Harts Millu ali bitka pri Hartovem mlinu se je odvijala blizu Hillsborougha v Severni Karolini med patriotsko milico pod vodstvom Josepha Grahama in Richarda Simmonsa ter združeno silo britanske vojske in lojalistične milice 17. februarja 1781.
Patriotske sile so se vrnile v Severno Karolino iz Virginije po zaloge in se utaborile v okrožju Orange. Stotnik Joseph Graham pod brigadnim generalom Andrewom Pickensom je bil poslan, da izviduje območje za britansko/lojalistično dejavnost. Patrioti so odkrili majhen tabor Britancev in lojalistov pri mlinu Thomasa Harta blizu reke Eno. Ko je naslednji dan zora vzšla, so kapitan Graham in njegovi možje napadli, presenetili tabor in jih razgnali. Patrioti niso imeli smrtnih žrtev, Britanci/lojalisti pa so imeli devet mrtvih in ranjenih ter pet ujetih.
Bitka je bila spodbuda za moralo patriotske stvari in je uspela pritegniti pozornost tako Georgea Washingtona kot Thomasa Jeffersona. Danes je tam državna zgodovinska tabla z imenom mlina v okrožju Orange v Severni Karolini.